# Beliza-Halbinsel
Die Beliza-Halbinsel (bulgarisch полуостров Белица poluostrow Beliza) ist eine 8,5 km lange und 13 km breite Halbinsel der Trinity-Halbinsel im Norden des Grahamlands auf der Antarktischen Halbinsel. Sie liegt zwischen der Bone Bay im Nordosten und der Charcot-Bucht im Südwesten. Im Nordwesten grenzt sie an die Bransfieldstraße. Ihren westlichen Ausläufer markiert das Kap Kjellman, ihren nördlichen der Notter Point.
Deutsche und britische Wissenschaftler kartierten sie 1996 gemeinsam. Die bulgarische Kommission für Antarktische Geographische Namen benannte sie 2010 nach der Stadt Beliza im Südwesten Bulgariens.